# باشگاه فوتبال زنان زاربروکن
باشگاه فوتبال زنان زاربروکن یک تیم باشگاهی فوتبال زنان از شهر زاربروکن آلمان است. این تیم بخش زنان باشگاه فوتبال زاربروکن است.

## تاریخچه
در سال ۱۹۹۰ میلادی زنان وی اف آر ۰۹ زاربروکن یکی از اعضای مؤسس بوندسلیگا بودند.
در سال ۱۹۹۷، تیم فوتبال زنان وی‌اف‌آر ۰۹ زاربروکن را ترک کرد و به اف‌سی زاربروکن ۱. پیوست. تا فصل ۲۰۱۰/۱۱ این تیم در ۱۶ فصل بوندسلیگا بازی کرده‌است، از آن زمان آنها در بوندسلیگای ۲ زنان بازی می‌کنند. بزرگترین موفقیت این تیم حضور در فینال جام حذفی فوتبال زنان آلمان سال ۲۰۰۸ بود که در آن بازی با نتیجهٔ ۱–۵ در مقابل اف‌اف‌سی فرانکفورت شکست خوردند.